# Heinrich Waentig

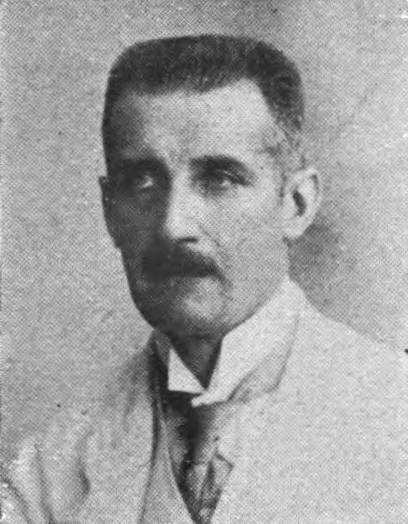
Heinrich Waentig

Heinrich Eugen Waentig (* 21. März 1870 in Zwickau; † 22. Dezember 1943 in Baden-Baden) war ein deutscher Nationalökonom und Politiker (SPD).

## Leben
Waentig war der Sohn des sächsischen Ministerialbeamten Karl Heinrich Wäntig. Er studierte von 1888 bis 1893 in München, Berlin, Leipzig, Wien und wurde in Leipzig promoviert. Anschließend unternahm er Reisen durch die USA und Ostasien.
Er habilitierte sich 1895 zum Privatdozenten an der Philipps-Universität Marburg und wurde im Folgejahr zum außerordentlichen Professor, 1899 zum ordentlichen Professor an der Universität Greifswald ernannt. 1902 wechselte er an die Universität Münster, 1904 nach Halle. Von 1909 bis 1913 lehrte er an der Kaiserlichen Universität Tokio Nationalökonomie und Finanzwissenschaft, er wurde u. a. deswegen ausgewählt, da er auf Englisch unterrichten konnte.
1913 wurde er durch den preußischen Kultusminister aus Japan abberufen und kehrte (bis 1933) auf seinen Lehrstuhl an der Universität Halle zurück. Von 1921 bis 1928 war er für die SPD Mitglied des Preußischen Landtags, 1927 wurde er zum Oberpräsidenten der Provinz Sachsen, im März 1930 zum preußischen Minister des Inneren ernannt. Dieses Amt übte er bis zum 21. Oktober 1930 aus, sein Nachfolger wurde Carl Severing.
In Berlin wohnte er 1935 in Dahlem, Schweinfurthstraße 43/7.

## Werke
- Die Vorläufer Auguste Comtes. 1893.
- August Comte und seine Bedeutung für die Entwicklung der Socialwissenschaft. Duncker & Humblot, Leipzig 1894. (Online im Internet Archive).
- Die Entwicklung des österreichischen Gewerberechts im 19. Jahrhundert. 1896.
- Gewerbliche Mittelstandspolitik. Eine rechtshistorisch-wirtschaftspolitische Studie auf Grund österreichischer Quellen. Duncker & Humblot, Leipzig 1898.
- Die wirtschaftliche Bedeutung der Großstädte. 1903.
- Das Buchgewerbe und die Volkswirtschaft. 1907.
- Wirtschaft und Kunst. 1909.
- Belgiens Volkswirtschaft. 1918.
- Belgien. 1919.
- Die japanische Revolution 1867. K. Schroeder, Bonn/Leipzig 1920.
- Zusammenbruch und Wiederaufbau – Ein Versuch zum Deutung der grossen Fragen unserer Zeit im Hinblick auf Deutschlands Zukunft. K. Schroeder, Bonn/Leipzig  1920. (Online im Internet Archive).
- Herausgabe: Sammlung sozialwissenschaftlicher Meister. Jena: Gustav Fischer; Aalen: Scientia Verlag 1903-10. 13 Bände, davon 4/II, 10, 12 nicht erschienen.